# Baie du Banco
Die Banco-Bucht (französisch Baie du Banco, selten auch Baie de Banco) ist eine langgezogene Bucht der Ébrié-Lagune im Bezirk Abidjan in der Elfenbeinküste.

## Beschreibung
Die Banco-Bucht trennt die Stadtgemeinden Attécoubé und Plateau. Nördlich mündet der Banco-Fluss in die Bucht. Durch den Vridi-Kanal ergießt sich das Wasser in den Golf von Guinea und den Atlantischen Ozean.